# L. Dean Brown
Lewis Dean Brown (* 21. August 1920 in Manhattan, New York City; † 2. Mai 1981 in Washington, D.C.) war ein US-amerikanischer Diplomat, der unter anderem zwischen 1967 und 1970 Botschafter der Vereinigten Staaten im Senegal und zugleich von 1968 bis 1970 Botschafter in Gambia sowie zwischen 1970 und 1973 Botschafter in Jordanien war. Darüber hinaus fungierte er im US-Außenministerium von 1973 bis 1975 als Leiter der Abteilung Verwaltung (Deputy Under Secretary of State for Management).

## Leben
Lewis Dean Brown, Sohn von Lewis Philip Brown und Elizabeth Amy Crossley Brown, absolvierte ein grundständiges Studium an der Wesleyan University, welches er nach einem einjährigen Studienaufenthalt an der Columbia University 1942 mit einem Bachelor of Arts (BA) beendete. Während des Zweiten Weltkrieges begann er 1942 seinen Militärdienst in der US Army und schied 1946 als Second Lieutenant aus dem aktiven Dienst. Anschließend trat er 1946 als Foreign Service Officer in den diplomatischen Dienst des Außenministeriums und fand in den folgenden Jahren zahlreiche Verwendungen im Ministerium sowie an Auslandsvertretungen. Er war unter anderem zwischen 1946 und 1948 Vizekonsul am Generalkonsulat in Léopoldville in Belgisch-Kongo sowie im Anschluss von 1948 bis 1952 Vizekonsul an der Botschaft in Kanada. Nach seiner Rückkehr war er im Außenministerium zwischen 1952 und 1955 Referent für Kanada und in dieser Zeit an den Vertragsverhandlungen zum Sankt-Lorenz-Seeweg beteiligt. Nachdem er von 1955 bis 1958 als Zweiter Sekretär und Konsul an der Botschaft in Frankreich tätig gewesen war, fungierte er zwischen 1958 und 1961 als Referent für Frankreich und die Iberische Halbinsel im Referat Internationale Beziehungen. Nach einer Verwendung von 1962 bis 1965 an der Botschaft in Marokko, war er zwischen 1965 und 1967 im Außenministerium in der Unterabteilung Afrika (Bureau of African Affairs) tätig.
Am 18. Oktober 1967 erfolgte die Berufung von Brown zum Botschafter der Vereinigten Staaten im Senegal, wo er als Nachfolger von William R. Rivkin am 22. Dezember 1967 seine Akkreditierung übergab. Auf diesem Posten verblieb er bis zum 15. August 1970 und wurde daraufhin von G. Edward Clark abgelöst. Zugleich wurde er am 18. Oktober 1967 auch in Personalunion zum Botschafter in Gambia mit Amtssitz in Dakar ernannt und überreichte als Rivkins Nachfolger am 18. Januar 1968 sein Beglaubigungsschreiben. Auch diese Funktion hatte er bis zum 15. August 1970 und seiner anschließenden Ablösung durch Clark inne. Kurz darauf wurde er am 8. September 1970 zum Botschafter in Jordanien berufen und übergab als Nachfolger von Harrison M. Symmes am 29. September 1970, kurz nach Beginn des „Schwarzer September“ genannten Jordanischen Bürgerkrieges, seine Akkreditierung. Er bekleidete dieses Amt bis zum 29. November 1973 und wurde im Anschluss von Thomas R. Pickering abgelöst.
Danach wurde L. Dean Brown am 19. Dezember 1973 im Außenministerium zum Leiter der Abteilung Verwaltung (Deputy Under Secretary of State for Management) ernannt und trat dieses Amt als Nachfolger von William B. Macomber offiziell am 28. Dezember 1973 an. Er bekleidete diese Funktion bis zum 23. Februar 1975 und wurde anschließend von Lawrence Eagleburger abgelöst. 1975 organisierte er kurz vor dem Fall Südvietnams den Lufttransport amerikanischer Personen aus Saigon. 1975 war er zu Beginn des Libanesischen Bürgerkrieges noch kurze Zeit Sondergesandter im Libanon und schied daraufhin aus dem diplomatischen Dienst aus.
Brown, der sich auch im Council on Foreign Relations engagierte, war zwischen 1975 und 1986 Präsident des Instituts für den Mittleren Osten MEI (Middle East Institute), eine 1946 gegründete gemeinnützige, überparteiliche Denkfabrik und Kulturzentrum in Washington, D.C. Er war des Weiteren Vorstandsmitglied der 1983 gegründeten American Academy of Diplomacy und des American Institute for Islamic Affairs.
Aus seiner 1944 geschlossenen Ehe mit der 1986 verstorbenen June Vereker Farquhar ging der Sohn Michael Farquhar Brown hervor. Nach seinem Tod im Georgetown University Hospital an den Folgen eines Nierenversagens wurde er auf dem Christ Church Georgetown Cemetery in Georgetown beigesetzt.